# Tschernobyl. Eine Chronik der Zukunft
Tschernobyl. Eine Chronik der Zukunft ist ein Buch der Nobelpreisträgerin Swetlana Alexandrowna Alexijewitsch. Alexijewitsch lebte 1986 zur Zeit der Katastrophe von Tschernobyl als Journalistin in Minsk, der Hauptstadt von Weißrussland. (Damals war Weißrussland als Weißrussische Sozialistische Sowjetrepublik Teil der Sowjetunion.)

## Hintergrund
Alexijewitsch interviewte über einen Zeitraum von 10 Jahren mehr als 500 Augenzeugen, darunter Feuerwehrleute, Liquidatoren (Mitglieder des Cleanup-Teams), Politiker, Ärzte, Physiker und einfache Bürger. Das Buch bezieht sich auf die psychologische und persönliche Tragödie des Unfalls von Tschernobyl, beschreibt die Erfahrungen von Individuen und wie die Katastrophe ihr Leben beeinflusst hat.

## Publikation
Tschernobyl. Eine Chronik der Zukunft wurde erstmals 1997 auf Russisch unter dem Titel „Чернобыльская молитва“ (Tschernobyler Gebet) in der Zeitschrift Druschba narodow (dt. „Völkerfreundschaft“) veröffentlicht. 2013 wurde eine überarbeitete, aktualisierte Ausgabe veröffentlicht. Die amerikanische Übersetzung wurde 2005 mit dem National Book Critics Circle Award für allgemeine Sachbücher ausgezeichnet.
Auf Deutsch erschien das Buch erstmals 1997 in der Übersetzung von Ingeborg Kolinko.
2016 drehte der luxemburgische Regisseur Pol Cruchten einen Dokumentarfilm auf Grundlage des Buches.

## Buchausgaben auf Deutsch
- Tschernobyl. Eine Chronik der Zukunft. Berlin Verlag, Berlin 1997, ISBN 978-3-8270-0215-0.
- Tschernobyl. Eine Chronik der Zukunft. Aufbau Taschenbuch, Berlin 2000, ISBN 3-7466-7023-3.
- Tschernobyl. Eine Chronik der Zukunft. Berliner Taschenbuch, Berlin 2006, ISBN 3-8333-0357-3.
- Tschernobyl. Eine Chronik der Zukunft. Piper, München 2015, ISBN 978-3-492-30625-6.